# Good Morning Good Morning
A Good Morning Good Morning a tizenegyedik dal a The Beatles 1967-ben megjelent Sgt. Pepper’s Lonely Hearts Club Band című albumáról. A dal szerzői John Lennon és Paul McCartney voltak. 
Lennon megkérte Geoff Emerick hangmérnököt, hogy rendezze el a dal elején (és végén) hallott állati zajokat úgy, hogy minden hallott állat képes legyen megenni (vagy megijeszteni) az előtte hallható állatot.  A csirke tapadásának végső hanghatása olyannyira el lett helyezve, hogy gitárrá alakul át a következő, Sgt. Pepper's Lonely Hearts Club Band (Reprise) című dalban. Emerick szerint ezeket az állati zajokat a Beach Boys Caroline, No című dala ihlette.

## Közreműködött
- John Lennon – ének, háttérvokál, ritmusgitár
- Paul McCartney – háttérvokál, basszusgitár, gitár, basszusdob
- George Harrison – háttérvokál, ritmusgitár
- Ringo Starr – dob, csörgődob
- Barrie Cameron – szaxofon
- David Glyde – szaxofon
- Alan Holmes – szaxofon
- John Lee – harsona
- ismeretlen – harsona
- ismeretlen – francia kürt